# Litwa na Letnich Igrzyskach Olimpijskich 1928
Litwę na Letnich Igrzyskach Olimpijskich 1928 reprezentowało 12 zawodników (11 mężczyzn i 1 kobieta).

## Skład reprezentacji

### Boks
| Zawodnik          | Konkurencja                | 1 runda            | 2 runda          | Ćwierćfinał        | Półfinał         | Finał            |
| Zawodnik          | Konkurencja                | Przeciwnik Wynik   | Przeciwnik Wynik | Przeciwnik Wynik   | Przeciwnik Wynik | Przeciwnik Wynik |
| ----------------- | -------------------------- | ------------------ | ---------------- | ------------------ | ---------------- | ---------------- |
| Kazys Markevičius | Waga lekka (61,237 kg)     | Georges Carcagne L | → Nie awansował  | → Nie awansował    | → Nie awansował  | → Nie awansował  |
| Juozas Vinča      | waga półciężka (79,378 kg) | Robert Foquet W    |                  | Don McCorkindale L | → Nie awansował  | → Nie awansował  |

### Kolarstwo
| Zawodnik              | Konkurencja                                       | Finał        | Finał        |
| Zawodnik              | Konkurencja                                       | Czas         | Poz.         |
| --------------------- | ------------------------------------------------- | ------------ | ------------ |
| Isakas Anolikas       | Kolarstwo szosowe, wyścig na czas - indywidualnie | Nie ukończył | Nie ukończył |
| Jurgis Gedminas       | Kolarstwo szosowe, wyścig na czas - indywidualnie | 5:50:04      | 55           |
| Włodzimierz Jankowski | Kolarstwo szosowe, wyścig na czas - indywidualnie | Nie ukończył | Nie ukończył |
| Tadas Murnikas        | Kolarstwo szosowe, wyścig na czas - indywidualnie | 5:41:00      | 50           |

### Lekkoatletyka
| Adolfas Akelaitis | Skok wzwyż     | 1,60  | 33            |                 |                 |                 |                 | → Nie awansował  | → Nie awansował  | → Nie awansował  | → Nie awansował  |
| Julius Petraitis  | Bieg na 5000 m |       | 10 (grupa II) |                 |                 |                 |                 | → Nie awansował  | → Nie awansował  | → Nie awansował  | → Nie awansował  |
| Paula Radziulytė  | Bieg na 800 m  |       | 9 (grupa III) |                 |                 |                 |                 | → Nie awansowała | → Nie awansowała | → Nie awansowała | → Nie awansowała |
| Viktoras Ražaitis | Rzut oszczepem | 51,16 | 26            |                 |                 |                 |                 | → Nie awansował  | → Nie awansował  | → Nie awansował  | → Nie awansował  |
| Haris Šveminas    | Bieg na 100 m  |       | 5 (grupa XII) | → Nie awansował | → Nie awansował | → Nie awansował | → Nie awansował | → Nie awansował  | → Nie awansował  | → Nie awansował  | → Nie awansował  |
| Haris Šveminas    | Bieg na 200 m  |       | 2 (grupa IX)  | → Nie awansował | → Nie awansował | → Nie awansował | → Nie awansował | → Nie awansował  | → Nie awansował  | → Nie awansował  | → Nie awansował  |

### Podnoszenie ciężarów
| Zawodnik        | Konkurencja             | Rwanie | Rwanie  | Podrzut | Podrzut | Wyciskanie | Wyciskanie | Łącznie | Miejsce |
| Zawodnik        | Konkurencja             | Wynik  | Miejsce | Wynik   | Miejsce | Wynik      | Miejsce    | Łącznie | Miejsce |
| --------------- | ----------------------- | ------ | ------- | ------- | ------- | ---------- | ---------- | ------- | ------- |
| Povilas Vitonis | Waga średnia (do 75 kg) | 85     | 12      | 105     | 18      | 85         | 11         | 275     | 15      |